# Charleston (Maine)
Charleston es un pueblo ubicado en el condado de Penobscot en el estado estadounidense de Maine. En el Censo de 2010 tenía una población de 1.409 habitantes y una densidad poblacional de 13,41 personas por km².

## Geografía
Charleston se encuentra ubicado en las coordenadas 45°4′40″N 69°1′53″O / 45.07778, -69.03139. Según la Oficina del Censo de los Estados Unidos, Charleston tiene una superficie total de 105.07 km², de la cual 105.03 km² corresponden a tierra firme y (0.03%) 0.03 km² es agua.

## Demografía
Según el censo de 2010, había 1.409 personas residiendo en Charleston. La densidad de población era de 13,41 hab./km². De los 1.409 habitantes, Charleston estaba compuesto por el 97.59% blancos, el 0.64% eran afroamericanos, el 0.71% eran amerindios, el 0.21% eran asiáticos, el 0% eran isleños del Pacífico, el 0% eran de otras razas y el 0.85% pertenecían a dos o más razas. Del total de la población el 0.78% eran hispanos o latinos de cualquier raza.